# Richard Mór Burke
Richard Mór Burke (mort après 1530) est le 9e seigneur de Clanricarde de 1520 à après 1530.

## Contexte
Richard ou Ricarde Burke est le second fils de  Ulick Fionn Burke, 6e seigneur de Clanricard, et de Slaine Ni Con Mara (anglais: Slany MacNamara), il accède au pouvoir  le 24 avril 1520 après la mort de son frère Ulick Óg Burke. En 1522 il mène une grande Confédération du Connacht qui marche jusqu'à Sligo pour livrer bataille à  Aodh Dubh mac Aodha Ruaidh Ó Domhnaill, qui ambitionnait de conquérir le nord du Connacht mais il est défait. Son allié Conn Bacach O'Neill  tente une attaque de son côté en Ulster est également repoussé . Richard Mór Burke meurt en 1530 comme c'est mentionné dans le Registre de l'abbaye de Dominicains d'Athenry où il est inhuméIl a comme successeur le petit-fils de son oncle  John mac Ricard Burke, qui règne jusqu'en 1536.

## Unions et postérité
Il épouse en 1522 Margaret Butler, fille de Piers Butler (8e comte d'Ormond) comte d'Ormond.
- William mort après 1555

Il a un autre fils et héritier d'une fille anonyme de Ó Madden:
- Ulick na gCeann Burke 1er comte de Clanricard en 1543.

## Arbre généalogique
- Ulick Ruadh Burke  († 1485)
  - Edmund  († 1486)
    - Ricard de Roscam († 1517)
      - John (f.l 1536)

  - Ulick Fionn Burke
    - Ulick Óg Burke
    - Richard Mór Burke
      - Ulick na gCeann 1er comte de Clanricard
        - Richard Sassanach 2e comte de Clanricard
          - Ulick Burke (3e comte de Clanricard)
            - Richard Burke (4e comte de Clanricarde)
              - Ulick Burke (1er marquis de Clanricarde)

        - John
        - Thomas Feranta († 1546)
        - Edmund
        - Redmond na Scuab († 1596)

    - Redmond
      - Roland Burke († 1580) évêque de Clonfert

    - Risdeárd Bacach Burke

  - Meiler abbé de Tuan
  - John  (tánaiste) († 1508)
  - Richard II Óg Burke († 1519)
    - Sir Uilleag Burke
      - Thomas Balh

    - Thomas (tánaiste) († vers 1543)
      - John de Derrymaclaghna († 1572)
        - Ricard  († 1593) ancêtre des Burke de Derrymaclaghna